# Alano di Piave
Alano di Piave (velenceiül Łan vagy Ałan) település Olaszországban, Veneto régióban, Belluno megyében. Lakosainak száma 2701 fő (2023. január 1.). Alano di Piave Cavaso del Tomba, Pieve del Grappa, Pederobba, Possagno, Quero Vas, Segusino, Valdobbiadene és Seren del Grappa községekkel határos.

## Népesség
A település népességének változása:
| Lakosok száma | 2760 | 2787 | 2701 |
|               | 2017 | 2018 | 2023 |